# KAB-500Kr
Pour les articles homonymes, voir Kab.
 (février 2017).
Si vous disposez d'ouvrages ou d'articles de référence ou si vous connaissez des sites web de qualité traitant du thème abordé ici, merci de compléter l'article en donnant les références utiles à sa vérifiabilité et en les liant à la section « Notes et références ».

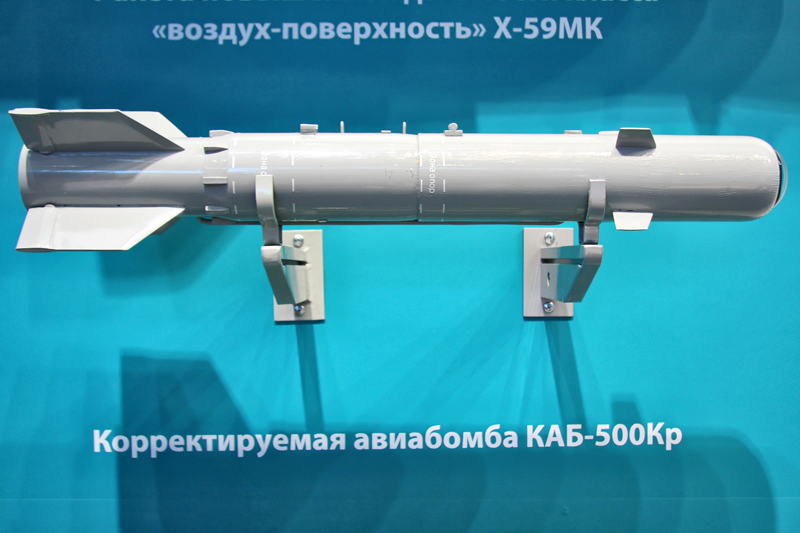
KAB-500Kr

La bombe KAB-500 (Korrektiruyemaya Aviabomba ou bombe aérienne à trajectoire corrigée) est une série de bombes à guidage laser, TV ou satellite développée à la fin des années 1970 en union soviétique. Elle utilise le même corps que la FAB-500,. 
Sa précision varie entre 4 et 10 mètres selon le type de guidage employé. Elle est larguée à une hauteur comprise entre 500 m et 5 000 m et elle est capable de percer 1,5 mètre de protection. La bombe KAB-500Kr est équipée d'une ogive de 380 kg. Il s'agit d'une bombe "largue et oublie" ("drop and forget" en anglais) avec la bombe verrouillée sur la cible avant le lancement. Une fois libérée, la KAB-500KR se dirige vers la cible prévue. Le système de guidage KAB-500KR se compose d'un capteur TV avec des algorithmes d'adaptation au terrain pour corréler l'emplacement de la cible avec l'image d'une cible et ajuster la trajectoire de la bombe afin de réussir un coup direct.

## Variantes
KAB-500Kr-Pr-E - Bombe Bunker buster
KAB-500Kr-F-E - Ogive à fragmentation. 
KAB-500Kr-OD-E - ogive thermobarique.    
KAB-500Kr-K-E - ogive à sous munitions.
KAB-500Kr-U - version d'entrainement
KAB-500S-E - ogive hautement explosive